# Jamil Hassan
Jamil Hassan (en arabe : جميل حسن) est un militaire syrien né en 1953 à Qousseir, dans le gouvernorat de Homs,. 
Il est à la tête du Service de renseignement de l’armée de l’air syrienne entre 2009 et 2019. Il fut conseiller de l'ancien président Bachar el-Assad et l'un des membres de son entourage proche.
Pour la torture perpétrée dans ses services, il est sous sanctions internationales, et des mandats d'arrêt international ont été émis contre lui par la France et par l'Allemagne. 
Le 24 mai 2024, il est jugé coupable de complicité de crime contre l'humanité par la justice française.

## Biographie
Il est nommé à la tête du Service de renseignement de l'armée de l'air en 2009.
Le 9 mai 2011, il est sanctionné par l'Union européenne au motif qu'il est « impliqué dans la violence contre la population civile » au cours de la guerre civile syrienne. 
Le 29 juin 2011 les États-Unis l'ont également sanctionné en raison de son implication dans des violations des droits de l'homme en Syrie.
Fin 2016, lui qui est parfois qualifié de « chef de la machine répressive », « bourreau en chef de l’opposition syrienne » ou encore « homme de main numéro un » d'Assad, déclare à la presse que la situation en Syrie aurait été maîtrisée si le régime avait agi avec davantage de fermeté dès le début, pour cela il fait référence aux manifestations de la place Tian'anmen, et aux événements de Hama.
Selon le politologue spécialiste de la Syrie Joseph Bahout, « la brutalité notoire de ses hommes fait que de tous les responsables sécuritaires syriens, il est celui qui a probablement le plus contribué à l’écrasement du soulèvement de 2011 ».
Sous sa supervision, des centaines de détenus auraient été soumis à des actes de torture, à des traitements inhumains et à des exécutions sommaires. De même que d'autre hauts fonctionnaires du régime, il est soupçonné, en tant que supérieur hiérarchique, d’être l'auteur indirect ou le complice d’arrestations et de détentions illégales, d’actes de torture, de violences sexuelles et d’autres actes inhumains commis dans les centres de détention, en particulier dans les branches 235, 215 et 227 de la Direction du renseignement militaire entre mai 2011 et juillet 2015.
En juillet 2019, Jamil al-Hassan est remplacé à la tête des services de renseignement de l’armée de l'air par son adjoint, Ghassan Ismaïl (en), également sous sanctions internationales.

## Rumeur d'assassinat
Selon les rapports de l'Armée syrienne libre, il aurait été assassiné le 26 août 2012 par la brigade Ahfad al-Rassoul,.

## Poursuites judiciaires
Le 8 juin 2018, le procureur général fédéral d'Allemagne Peter Frank (en) lance un mandat international contre Jamil Hassan pour crimes contre l'humanité pour avoir laissé ses hommes « frapper, violer, torturer et tuer des centaines de personnes au moins entre début 2011 et l’été 2013 »,. Ce mandat fait suite aux plaintes déposées par 24 ressortissants syriens rescapés des geôles du régime syrien et réfugiés en Allemagne, à plusieurs témoignages et aux preuves récoltées par le photographe légiste César.
Fin octobre ou début novembre 2018, la justice française émet un mandat d'arrêt international contre Jamil Hassan pour « complicité d’actes de tortures, complicité de disparitions forcées, complicité de crimes contre l’humanité, de crimes de guerre et de délits de guerre », ainsi que contre deux autres hauts responsables syriens, Ali Mamlouk et Abdel Salam Mahmoud. Il est soupçonné, entre autres, d'avoir participé à l'arrestation de Mazen et Patrick Dabbagh, citoyens franco-syriens morts en détention, père et fils, respectivement conseiller principal d'éducation au lycée français de Damas et étudiant ,. 
Selon le Spiegel, en février 2019, l'Allemagne demande son extradition au Liban, où Jamil Hassan se ferait soigner. 
Le 29 mars 2023, le pôle spécialisé dans les crimes contre l’humanité et crimes de guerre du tribunal de Paris ordonne la mise en accusation de Jamil Hassan, qui sera jugé par la cour d'assises de Paris, probablement en son absence.
Du 21 au 24 mai 2024 se tient à Paris le procès par défaut de Jamil Hassan, Ali Mamlouk et Abdel Salam Mahmoud, jugés pour complicité de crimes contre l’humanité et de délits de guerre, pour l'arrestation forcée, la détention à l'aéroport militaire de Mezzeh et la mort sous la torture de Mazzen et Patrick Dabbagh.
Le 24 mai, la cour d'Assises de Paris déclare Jamil Hassan et ses coaccusés coupables de complicité de crimes contre l’humanité et de délits de guerre, et les condamne à la réclusion criminelle à perpétuité. La cour ordonne également le maintien des effets du mandat d’arrêt international contre Jamil Hassan. Le procès s'étant tenu en son absence, il a été jugé par défaut ; s'il venait à être arrêté, il pourrait soit acquiescer à la peine, soit faire opposition, ce qui conduirait à mener un nouveau procès, en première instance et en sa présence.
Jamil Hassan sera également jugé aux États-Unis pour des faits similaires.